# Tankiny

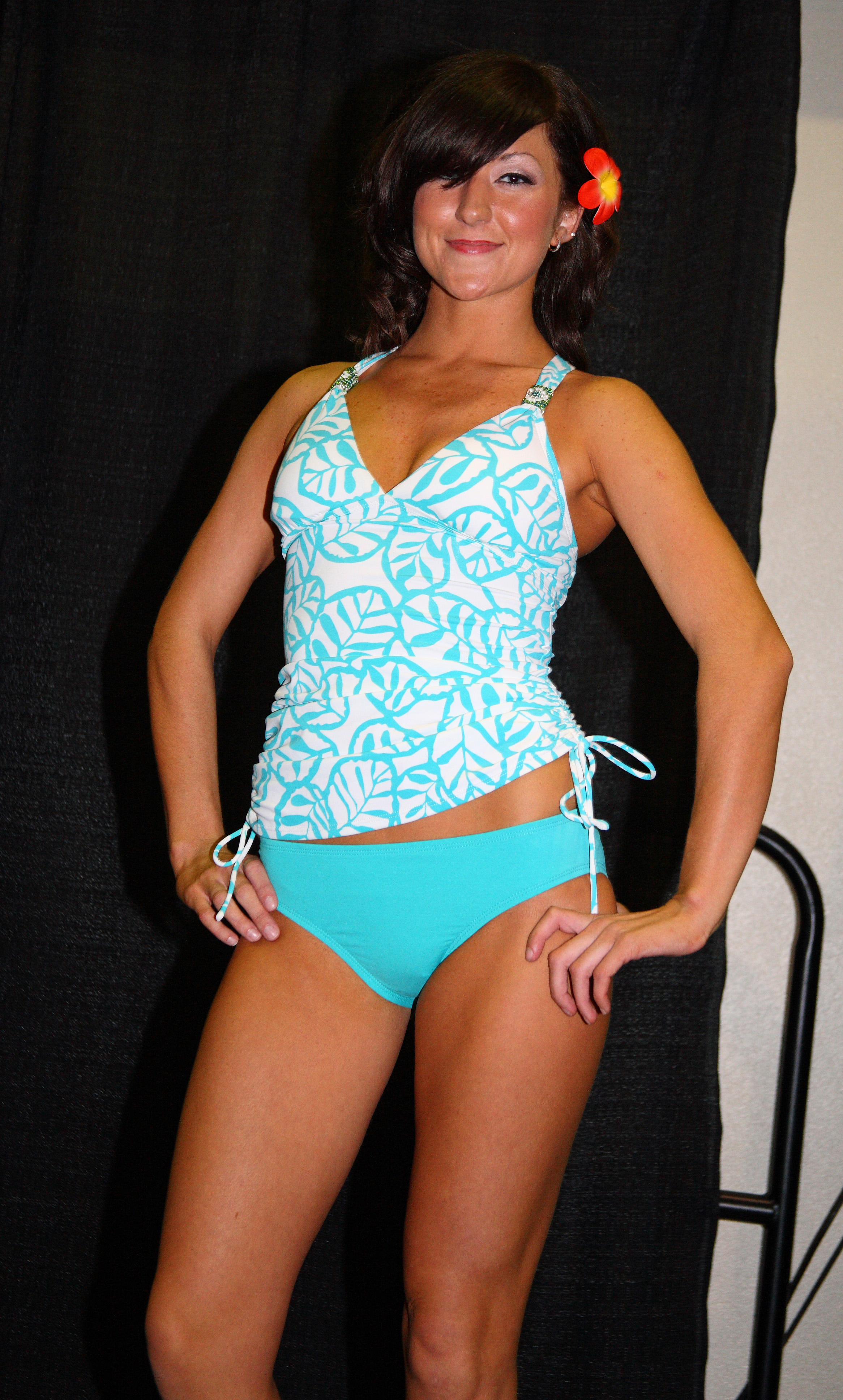
Tankiny.

Tankiny jsou dvoudílné plavky tvořené podprsenkou ve stylu topu a kalhotkami. Představeny byly v pozdních 90. letech. Tankiny se vyrábějí z různých materiálů, v různých střizích a barvách. Výhodou tankin je také to, že se vrchní část dá snadno vyhrnout. Z tankin se tak rázem stanou bikiny.

## Využití
Tankiny se doporučují ženám, které prodělaly mastektomii. Díky tomu, že je vrchní díl plavek dlouhý, jsou tankiny oblíbené u žen, které potřebují zakrýt problematické partie.